# آلاداغ
ارتفاعات آلاداغ، در ادامهٔ کوه‌های البرز میانی و استان خراسان رضوی واقع شده‌اند که همراه ارتفاعات بینالود در خراسان رضوی، رشته‌کوه آلاداغ-بینالود را تشکیل می‌دهند. این کوه‌ها با جهت شرقی-غربی از سمت شمال به دشت‌های فاروج، شیروان، بجنورد و سملقان و از سمت جنوب به دشت‌های جاجرم، اسفراین و صفی‌آباد محدود می‌شوند. بلندترین نقطهٔ این رشته‌کوه، قلهٔ شاه جهان می‌باشد که ۳٬۰۸۰ متر از سطح دریا ارتفاع دارد و در شهرستان بام و صفی آباد واقع شده‌است. از ویژگی‌های این ارتفاعات، رسوبی بودن اغلب سنگ‌ها، وجود گسل‌های متعدد، جوان بودن چین‌خوردگی‌ها و فرسایش آبی است.

آلا در زبان ترکی به معنای رنگارنگ میباشد. داغ نیز در زبان ترکی به معنای کوه می‌باشد.پس آلاداغ به معنای کوه رنگارنگ می‌باشد. 
در کتاب جامع‌التواریخ (تاریخ اوغوز) نیز گفته شده که این نام را اوغوز انتخاب کرده است.